# Marcusenius stanleyanus
Marcusenius stanleyanus är en fiskart som först beskrevs av Boulenger, 1897.  Marcusenius stanleyanus ingår i släktet Marcusenius och familjen Mormyridae. IUCN kategoriserar arten globalt som livskraftig. Inga underarter finns listade i Catalogue of Life.